# Parachute
Pour les articles homonymes, voir Parachute (homonymie).

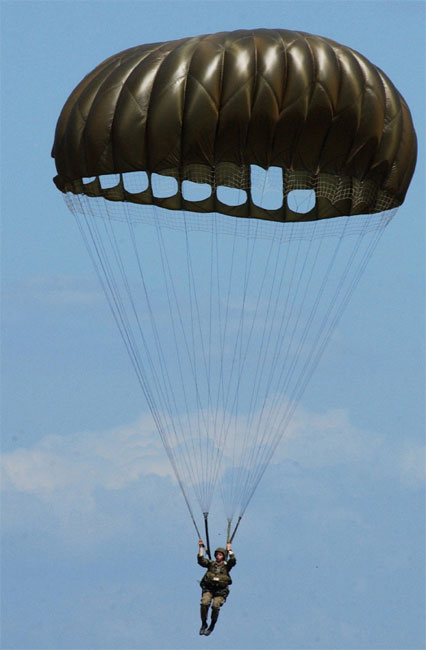
Ce parachutiste militaire de l'USMC utilise le modèle de parachute T10-C conçu par Irvin Aerospace.

Largage de parachutistes militaires

Le parachute est un dispositif destiné à freiner un mouvement, principalement vertical d'un objet ou d'un individu dans les airs. Historiquement, le parachute sert à rendre possible le retour au sol en bonne condition d'une personne abandonnant un aéronef, mais le terme a été appliqué à de nombreux dispositifs destinés à empêcher une chute ou à ralentir un appareil au moyen d'un dispositif semblable à un parachute de descente.
Le principal sport ou loisir qui en décline est le parachutisme. Il est utilitaire dans l'activité du parachutisme militaire.

## Étymologie
Le mot parachute est constitué du préfixe para- (du latin paro (« parer, contrer »)) et du mot français chute (fait de tomber) : protection contre la chute. Le mot a été inventé par Louis-Sébastien Lenormand en 1785.

## Classification
Il existe quatre sortes de parachutes :
- Le dispositif constitué d'une voile destiné à ralentir la chute d'un humain ou d'un objet, afin qu'il arrive avec une vitesse suffisamment faible sur le sol. Le principe physique utilisé par ce type de parachute est la  traînée aérodynamique qui est créée par le déplacement du parachute dans l'air.
- Par extension, le « parachute » est un dispositif en toile qui freine certains engins à l'atterrissage (voir l'article frein).
- Par analogie avec la forme des parachutes hémisphériques, sont appelées ainsi les poches que les plongeurs sous-marins emportent parfois pour ramener à la surface des objets lourds ; après avoir arrimé la charge à la poche, on la remplit avec de l'air tiré d'une bouteille en faisant fuser le détendeur, et la poussée d'Archimède fait le reste.
- Enfin, le « parachute » peut également être un crochet muni de dents d'appui qu'Elisha Otis eut l'idée de monter sur les guides des cages d'ascenseur, dotant ainsi les ascenseurs de la sécurité nécessaire pour généraliser leur installation[1].

## Histoire

### Précurseurs anciens

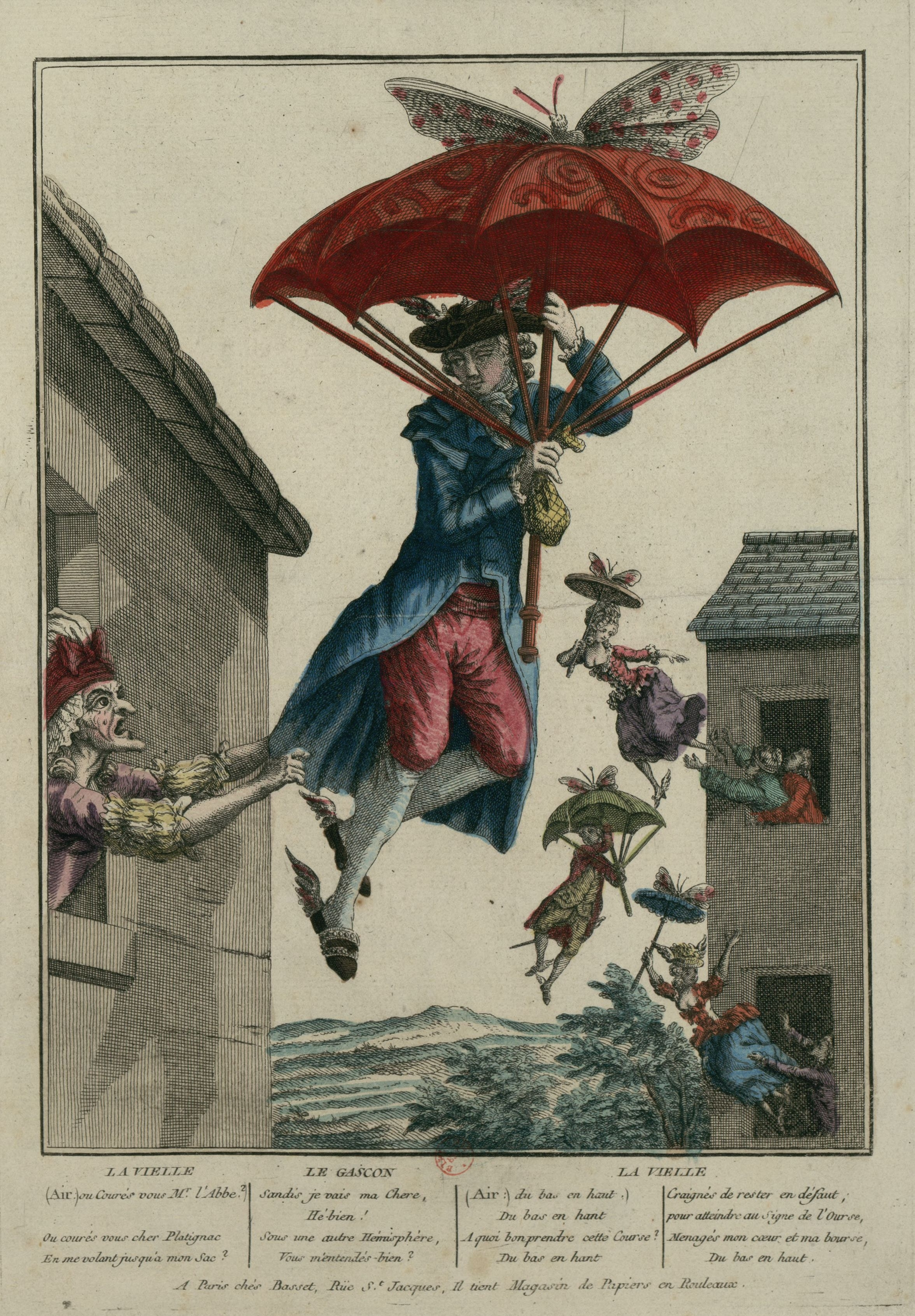
Le Gascon envolé, estampe.

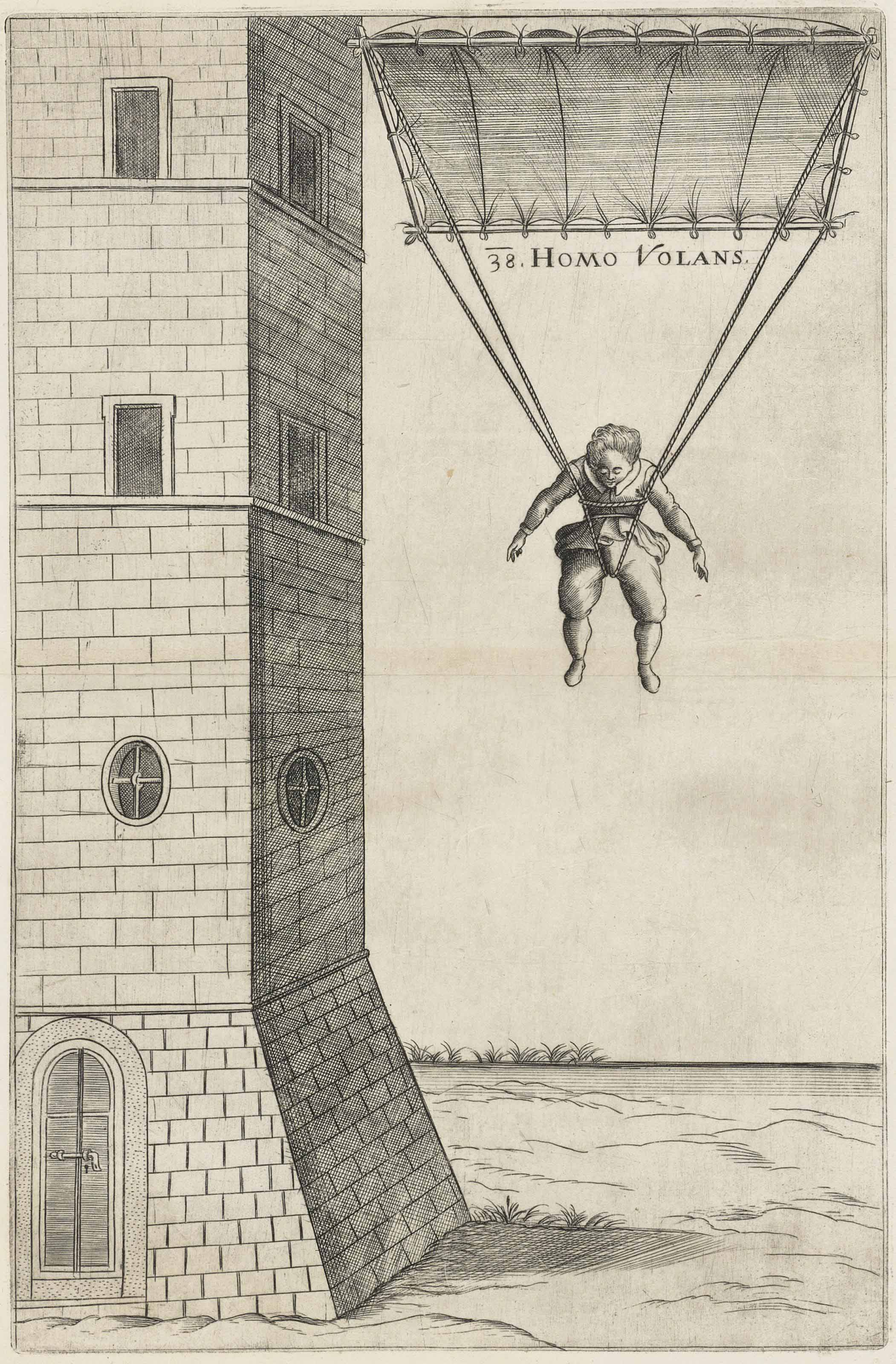
Le « parachute » de Fausto Veranzio.

L'antiquité et les cultures chinoise et arabe mentionnent des cas de sauts, en général à partir d'une tour, freinés à l'aide de dispositifs ad hoc (cerf-volant, toile soutenue par des armatures, etc.). Au IIIe millénaire av. J.-C., un empereur de la dynastie Xia parvient à sauter hors d'une grange en feu en tenant à bout de bras deux parasols.
En 852, Ibn Firnas décide de voler en se lançant depuis la grande mosquée de Cordoue à l'aide d'un énorme manteau pour amortir sa chute. En 880, à l'âge de 70 ans, il se fait confectionner des ailes de bois recouvertes d'un habit de soie qu'il avait garni de plumes de rapaces. Il se lance d'une tour surplombant une vallée, et, même si l'atterrissage est mauvais (il s'est fracturé deux côtes), il resta dans les airs un certain temps en vol plané. Il fut observé par une foule qu'il avait par avance invitée. L'historien du XVIIe siècle Al Maqqari, qui rapporte cette histoire, attribue son échec à l'absence d'une queue à son appareil. Léonard de Vinci suivit une approche semblable et rajouta une queue, mais le système imaginé n'avait vraiment pas assez de surface de sustentation pour fonctionner correctement et il faudra attendre Ader ou les premiers planeurs du XIXe siècle comme ceux d'Otto Lilienthal pour voir ce concept hérité de la légende d'Icare véritablement fonctionner.

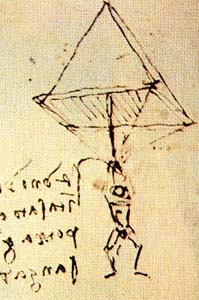
Le projet de « parachute » de Léonard de Vinci.

On rapporte qu'à l'époque de la Renaissance, l'ingénieur croate Fausto Veranzio (Faust Verančić) réussit un saut depuis l'une des tours de Venise. Léonard de Vinci dessine lui aussi une première ébauche de parachute. Newton, à la fin du XVIIe siècle, donne une explication théorique au comportement des corps pesants et de la résistance de l'air mais n'en tire aucune conclusion pratique. En l'an 2000, l'Anglais Adrian Nicholas (en) teste le modèle de Vinci (7 mètres de côtés) avec des matériaux de la Renaissance. Ce parachute de bois et de toile pesant tout de même 85 kg, la fin de la chute s'effectue avec un parachute moderne. Quelques années plus tard, le 26 avril 2008, le Suisse Olivier Vietti-Teppa refait l'expérience, mais avec une version modifiée et surtout des matériaux d'aujourd'hui ; il se pose avec succès sous un parachute moderne (après avoir abandonné son engin historique).

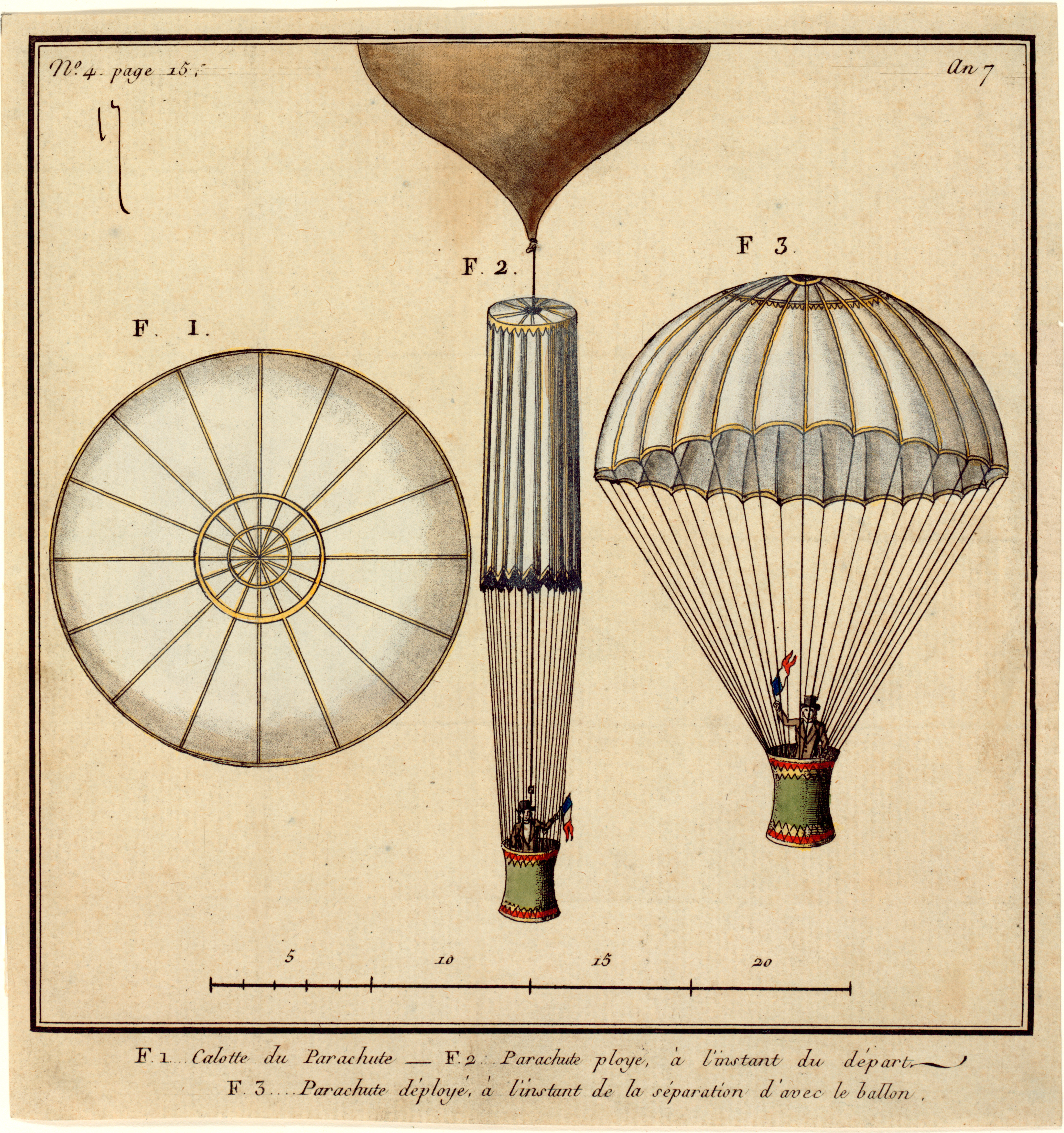
Le premier parachute de Jacques Garnerin.

Mais l'histoire du parachute n'a pu véritablement commencer qu'à partir du développement d'aéronefs fonctionnels ; montgolfière d'abord, puis avions. Le parachutage de petits animaux est expérimenté dans les années 1780 par des physiciens comme Jean-Pierre Blanchard et Louis-Sébastien Lenormand. Ce dernier invente le terme « parachute », par analogie avec le « parasol » auquel ressemble son engin, qu'il utilise pour sauter de l'observatoire de Montpellier le 26 décembre 1783. Son engin est muni de fortes armatures de bois.

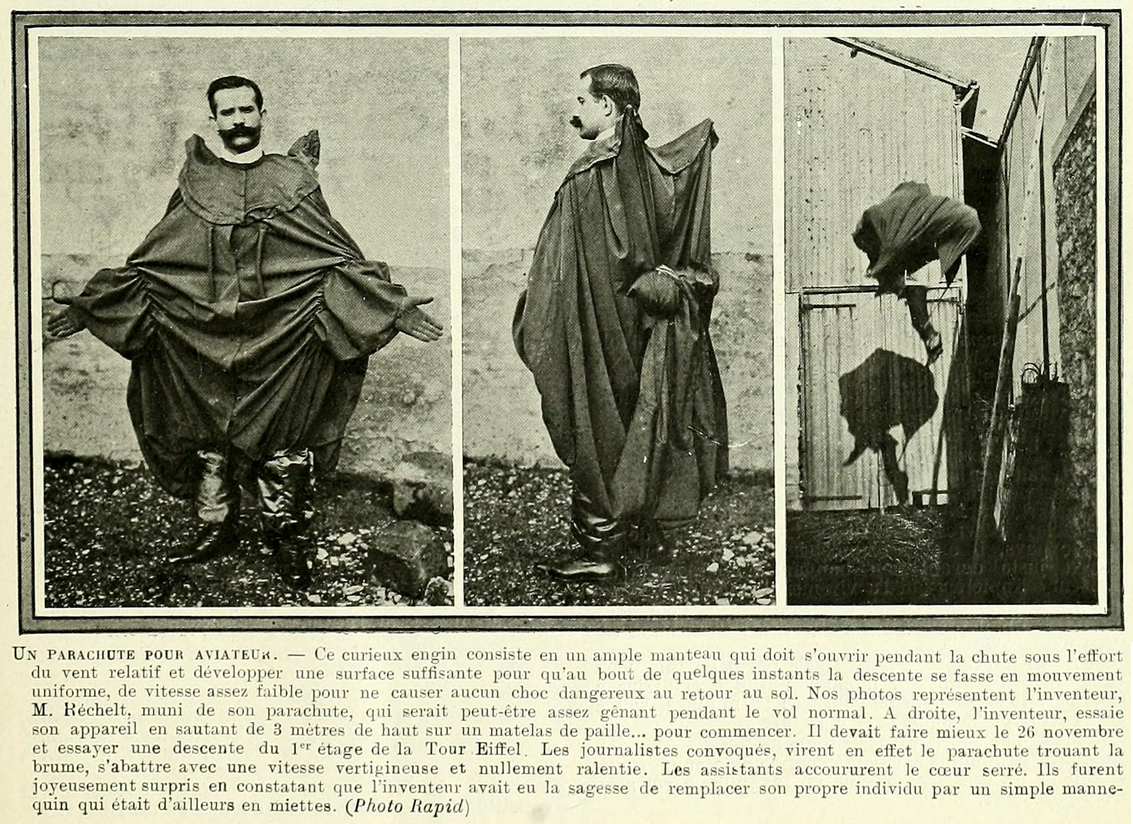
Un parachute essayé depuis le 1er étage de la tour Eiffel.

### Invention du parachute moderne
Fin 1796, André-Jacques Garnerin réussit le parachutage d'un chien à partir d'un ballon. Il met alors au point un dispositif composé seulement de toile. Avec lui, il s'élance avec succès le 22 octobre 1797 depuis un ballon situé à 915 mètres au-dessus du Tivoli de Paris. Son parachute initial, comme l'engin de Louis-Sébastien Lenormand, oscille dangereusement,, problème qu'il résout grâce à l'invention de la tuyère centrale (encore nommée cheminée). L'engin comporte une coupole et une nacelle accrochés au ballon gonflé à l'hydrogène. À bonne altitude, les cordes qui le retiennent au ballon sont coupées et la nacelle redescend vers le sol retenue par le parachute ouvert au-dessus d'elle. Le 12 octobre 1799, l'élève et future épouse de Garnerin, Jeanne Labrosse, devient la première femme parachutiste.
Différentes améliorations sont ensuite apportées au parachute : en 1887, l'Américain Tom Baldwin remplace la lourde nacelle par un simple harnais. Charles Broadwick place le parachute plié dans un sac à dos lacé et en 1908, introduit la tirette d'ouverture automatique. Le 1er mars 1912 a lieu le premier saut en parachute depuis un avion, effectué par un Américain, Albert Berry au-dessus de Saint-Louis (Missouri) ; son engin, lourd et encombrant, s'est accroché au train d'atterrissage de son avion. Par chance, il atterrit entier. À la même époque la tentative de Franz Reichelt de créer un costume-parachute se solde par la mort de son auteur, lorsqu'il saute, pour l'essayer, du premier étage de la tour Eiffel.

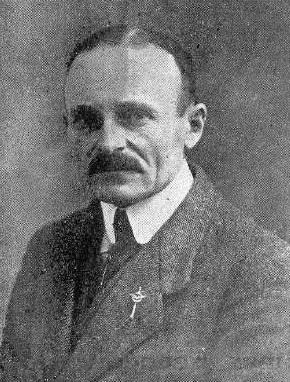
Jean Ors (vers 1920).

En 1912 le Slovaque Štefan Banič invente un parachute en forme de parapluie, et fait don de son brevet (no 1108484) à l'armée américaine en 1914.
En 1913, l'Allemand Otto Heinecke met au point le parachute plié et empaqueté avec ouverture automatique à l'éjection de l'avion. Le 21 juin 1913 l'Américaine Tiny Broadwick effectue le premier saut réalisé par une femme depuis un avion. Le 19 août 1913, le Français Adolphe Pégoud, au départ de l'aérodrome Borel à Châteaufort dans les Yvelines, saute de son avion Blériot sacrifié pour l'occasion à 250 mètres du sol. Il heurte avec son épaule l'empennage de son avion et termine sa chute dans un arbre (voir : débuts de l'aviation dans les Yvelines). Le 13 février 1914, à Juvisy, le lieutenant-aviateur Jean Ors saute en parachute d'une hauteur de trois cents mètres depuis un Deperdussin piloté par Lemoine et atterrit sain et sauf. Au cours de la Première Guerre mondiale, le parachute de secours n'est en usage que sur les ballons d'observation. Constant Duclos réalise le deuxième saut militaire, après celui du lieutenant Ors, le 17 novembre 1915. Les équipages partageant sans rémission le sort de leur avion ou dirigeable désemparé ; seul l'empire allemand en équipe ses pilotes, et seulement à partir de 1918. Outre des considérations d'ordre psychologique – il a même été écrit que certains états-majors avaient peur que les pilotes n'abandonnent un peu trop vite leurs avions en cas de danger –, ce retard est avant tout dû au fait que le parachute représente encore un poids significatif pour les appareils de l'époque, légers et de faible puissance, et une gêne pour l'équipage. Du côté allemand, les réticences officielles sont balayées au début de 1918 et le parachute allemand de type Heinecke sauve la vie de nombreux pilotes dont Hermann Göring.

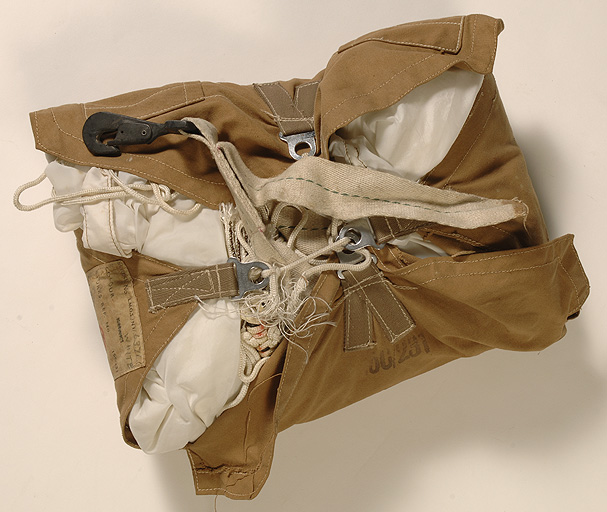
Parachute de la Seconde Guerre mondiale - Musée de Bretagne

Le parachutisme militaire est une idée qui ne peut être mise en œuvre qu'à partir du moment où des avions gros porteurs sont disponibles. Les expérimentations pendant les années 1930, notamment par les Allemands et les Russes (lesquels tentent même des largages à très basse altitude sans parachute, en comptant sur la neige comme amortisseur…), débouchent au cours de la Seconde Guerre mondiale sur des opérations militaires ambitieuses (invasion de la Crète par les Allemands, débarquement allié en Normandie puis tentative de percée en Hollande), souvent très coûteuses pour les « paras ». À cette époque on voit la naissance du largage aérien, où des charges avec parachute sont lancées d'un avion pour ravitailler les troupes au sol. Après la Seconde Guerre mondiale, le parachutisme sportif commence à se développer dans la foulée du parachutisme militaire, mais rapidement les parachutes utilisés et les pratiques s'adaptent à un usage sensiblement différent (les paras militaires sont largués à faible altitude, avec un grand poids en matériel, et avec un dispositif d'ouverture automatique ; les sportifs se lancent à plus haute altitude, font des figures à plusieurs, commandent eux-mêmes l'ouverture du parachute, visent un point très précis etc.). Dans les années 1980, pour cet usage, le parachute classique commence à laisser la place à la voile rectangulaire (développée dans les années 1970, comme les parapentes) et le vocabulaire s'adapte : on distingue le « parachute rond » (le classique) et les « ailes ».
En 1959 et 1960, Joseph Kittinger effectue une série de quatre sauts dans le cadre du projet Excelsior. Le dernier saut, effectué le 16 août 1960, enregistra quatre records simultanés ; le saut en parachute le plus haut (il saute d’une altitude de 31 300 mètres), la plus haute ascension en ballon, la plus longue chute libre (4 minutes et demie), et la plus grande vitesse atteinte par un être humain dans l’atmosphère (avec une pointe de vitesse de 988 km/h).

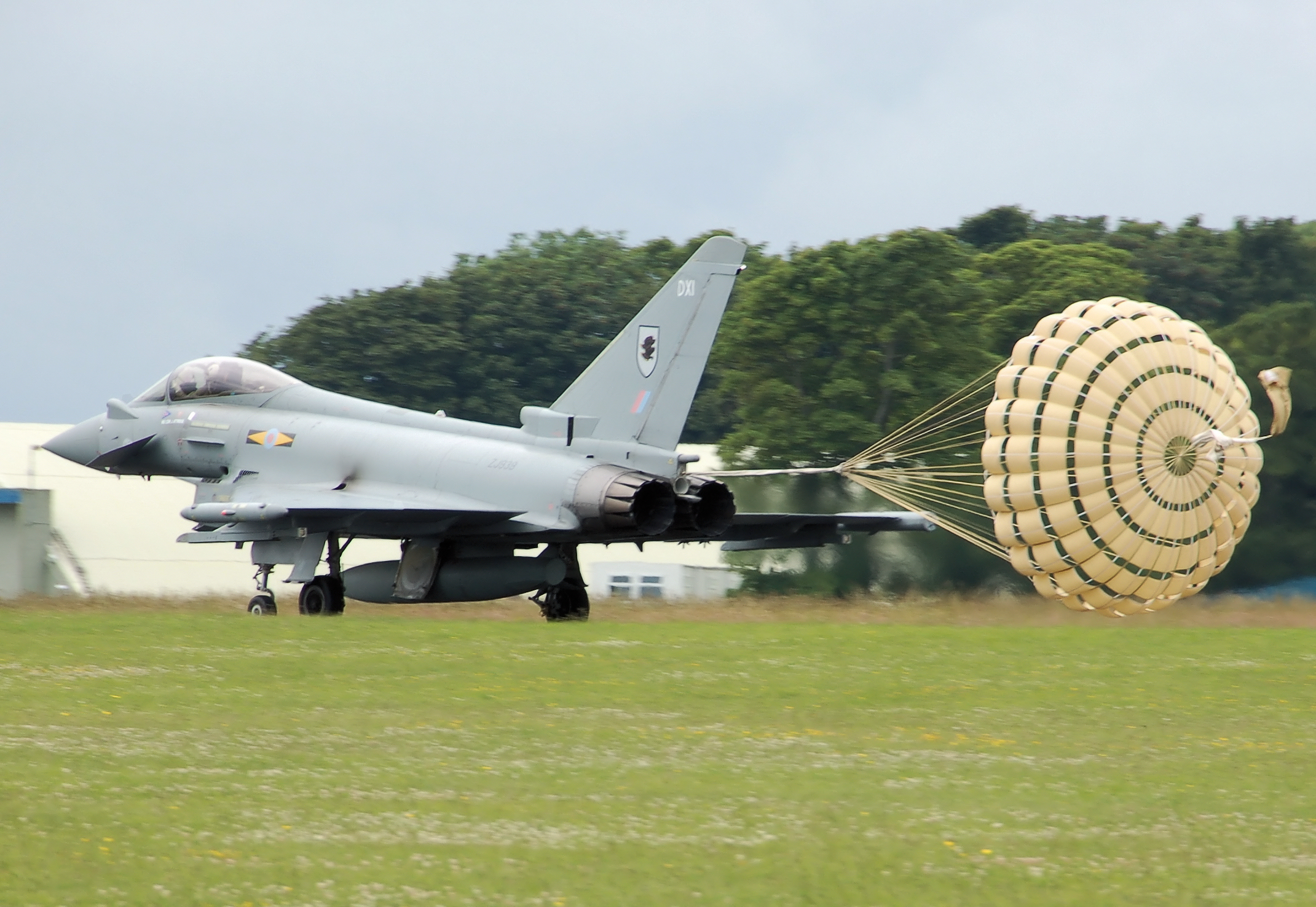
Parachute de queue.

Actuellement, seuls les militaires restent fidèles à la forme ronde, et encore seulement pour les largages de paras en groupe et en « automatique », mais dans tous les autres cas, l'aile s'est imposée progressivement. La forme ronde, initialement conservée pour l'initiation et les parachutes de secours, a maintenant cédé sa place même pour ces usages. Ceci, grâce à la maniabilité et à la possibilité de mieux piloter l'engin, de contrôler sa vitesse horizontale ou verticale (on peut tomber comme une pierre puis se poser à vitesse quasiment nulle), de faire des figures. Des ailes peuvent supporter sans problème le poids de deux personnes, avec des harnais biplaces, utilisés en initiation. Il n'y a pas de parachutes de secours dans les avions de ligne et de tourisme, que ce soit pour les passagers ou pour l'équipage. Il peut y en avoir dans les avions militaires, les planeurs et les avions de voltige.

## Parachute sportif

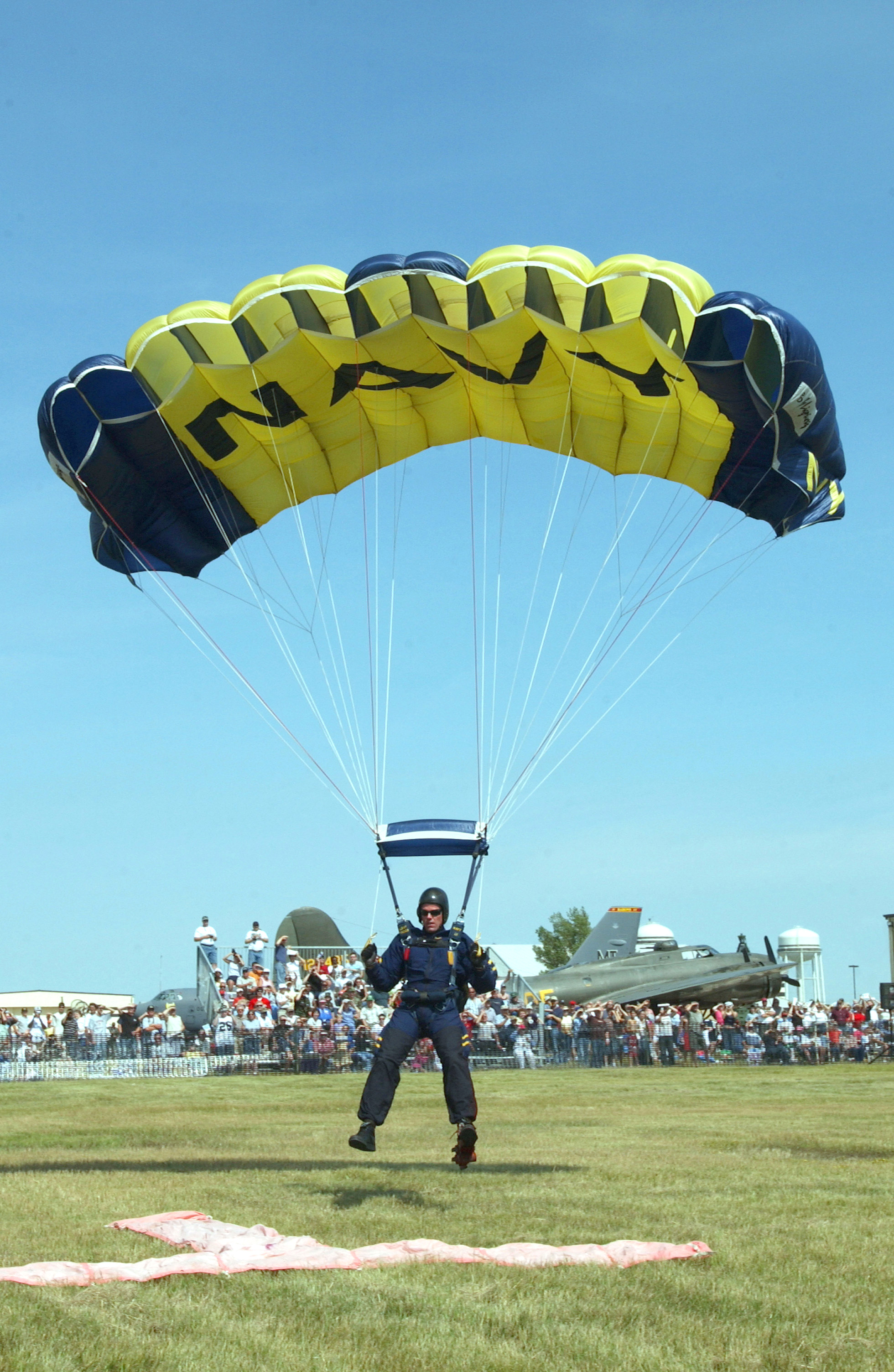
Parachute sportif moderne.

| Un parachute sportif avec : - sur chacune des bretelles un système trois anneaux - au milieu le déclencheur de sécurité automatique du parachute de secours (petit boitier au bouton rouge) - en rouge à gauche la poignée de libération de la voile principale - à droite la poignée métallique d'ouverture du parachute de secours - tout en bas l'extracteur (souvent appelé hand-deploy) qui va ouvrir le parachute principal |

Contrairement à l'idée largement répandue dans le grand public, les parachutes servant au parachutisme sportif, par opposition au parachutisme militaire, ne sont plus des parachutes de type hémisphériques (conçus pour le largage en masse de troupes militaires aéroportées et ayant une capacité de manœuvre très limités) mais des « ailes », ayant une vitesse horizontale, pouvant se diriger, mais ne pouvant pas reprendre de l'altitude comme un parapente. Cette capacité de vol d'une voile de parachute permet au parachutiste de se poser debout sur ses pieds et sans choc lorsque la manœuvre d'atterrissage est correctement effectuée.
Un parachute sportif se compose :
- d'un sac-harnais : c'est à la fois un sac qui contient les voiles (principale et de secours) et un harnais dans lequel prend place le parachutiste ;
- de deux voiles, une voilure principale et une voilure de secours qui sont reliées aux élévateurs par les suspentes, les élévateurs de secours font partie intégrante du harnais et les élévateurs principaux sont reliés au sac-harnais par un système de libération dit système trois anneaux. Ce système permet de désolidariser la voilure principale du harnais pour permettre l'épanouissement de la voilure de secours en cas de besoin sans qu'elle n'interfère avec la voile principale ;
  1. la voilure dite « principale » est celle que le parachutiste ouvre normalement. Elle se situe dans la partie basse du sac-harnais et est pliée par le parachutiste lui-même ou par un plieur, après chaque saut ; sa surface est comprise entre 7 et 30 m2 suivant l'expérience et le gabarit du sautant.
  2. la voilure de secours est une deuxième voile, utilisée en cas de défaillance ou de non ouverture de la voile principale. La voilure de secours doit être pliée par un plieur qualifié, car le pliage est très minutieux et technique, et doit être fait avec le plus grand soin.
- d'un déclencheur de sécurité (obligatoire dans certains pays comme la France) dont le but est d'ouvrir automatiquement le parachute de secours dans le cas où le parachutiste serait encore en chute à une altitude donnée. Pour ce faire, le déclencheur mesure la vitesse de descente et l'altitude, grâce à un système de vario-baromètre mécanique (système FXC) ou électronique (système Argus, Cypres ou Vigil).

L'ouverture de la voile principale se fait souvent à l'aide d'un extracteur, que le parachutiste place dans le vent relatif produit par sa chute ; il s'agit d'un petit parachute qui se gonfle dès que le parachutiste le lâche, car il le tient par son sommet. Dès lors, l'extracteur retire l'aiguille de fermeture du sac-harnais qui s'ouvre et extrait le POD (nom du sac de déploiement contenant le parachute). Les suspentes se mettent en tension et sortent des élastiques qui les solidarisent au POD et le ferment. Ce dernier s'ouvre donc et libère la voile qui se gonfle progressivement. Pour que l'ouverture de la voile ne soit pas trop violente un glisseur temporise son ouverture en limitant la quantité d'air qui arrive sous la voile. L'ouverture complète d'une voile principale se fait entre 2 et 4 secondes.

### Procédure de secours
L'ouverture d'une voile de secours peut se faire soit :
- manuellement par une procédure de secours (aussi appelée libération, car avant, on libère la voile principale pour qu'elle n'interfère pas avec la voile de secours)
- automatiquement par un déclencheur de sécurité, si à une certaine altitude le parachutiste est toujours à une vitesse de chute anormalement élevée
- automatiquement après une libération lorsqu'un système de type LOR (pour libération ouverture réserve) existe

Une voile de secours se pilote de la même manière que la voile principale. Son ouverture, plus rapide que celle de la voile principale résulte d'une conception différente :
- l'extracteur est propulsé par un ressort
- les suspentes ne sont pas fixées avec des élastiques au POD, mais juste lovées les unes sur les autres
- le POD n'est pas solidaire de la voile
- le glisseur a un trou au milieu qui permet à de l'air de s'engouffrer pour gonfler plus vite la voile

Résultat d'une procédure de secours (PDS) à la suite d'une mauvaise ouverture de la voile principale
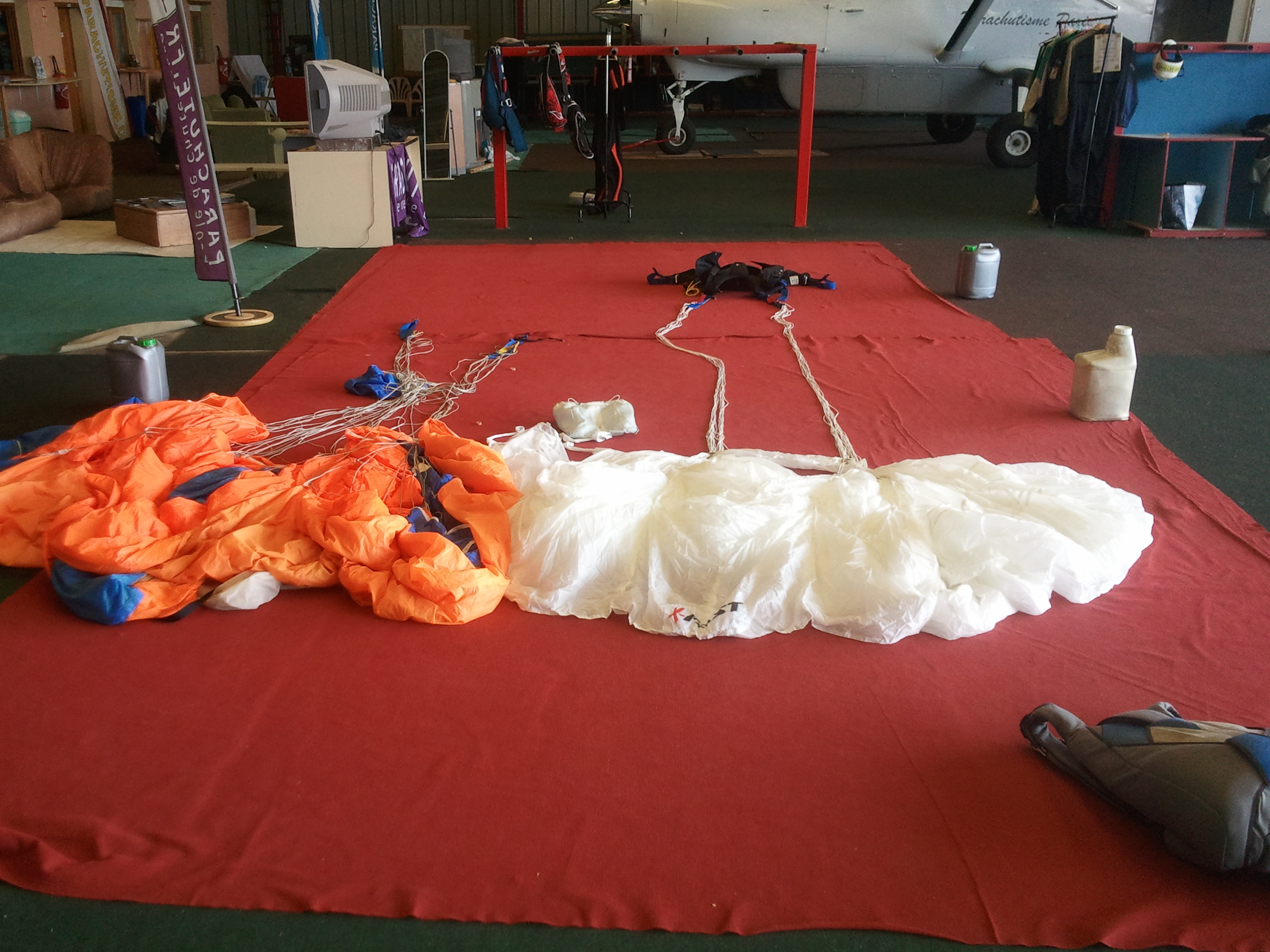
À gauche en orange, la voile principale qui a été libérée. En blanc, la voile de secours, toujours attachée au sac harnais qui est en noir. Le sac blanc qui dépasse de la voile principale c'est l'extracteur de la voile principale qui permet d'ouvrir cette dernière. On le tire à la main. D'où son nom : hand-deploy.
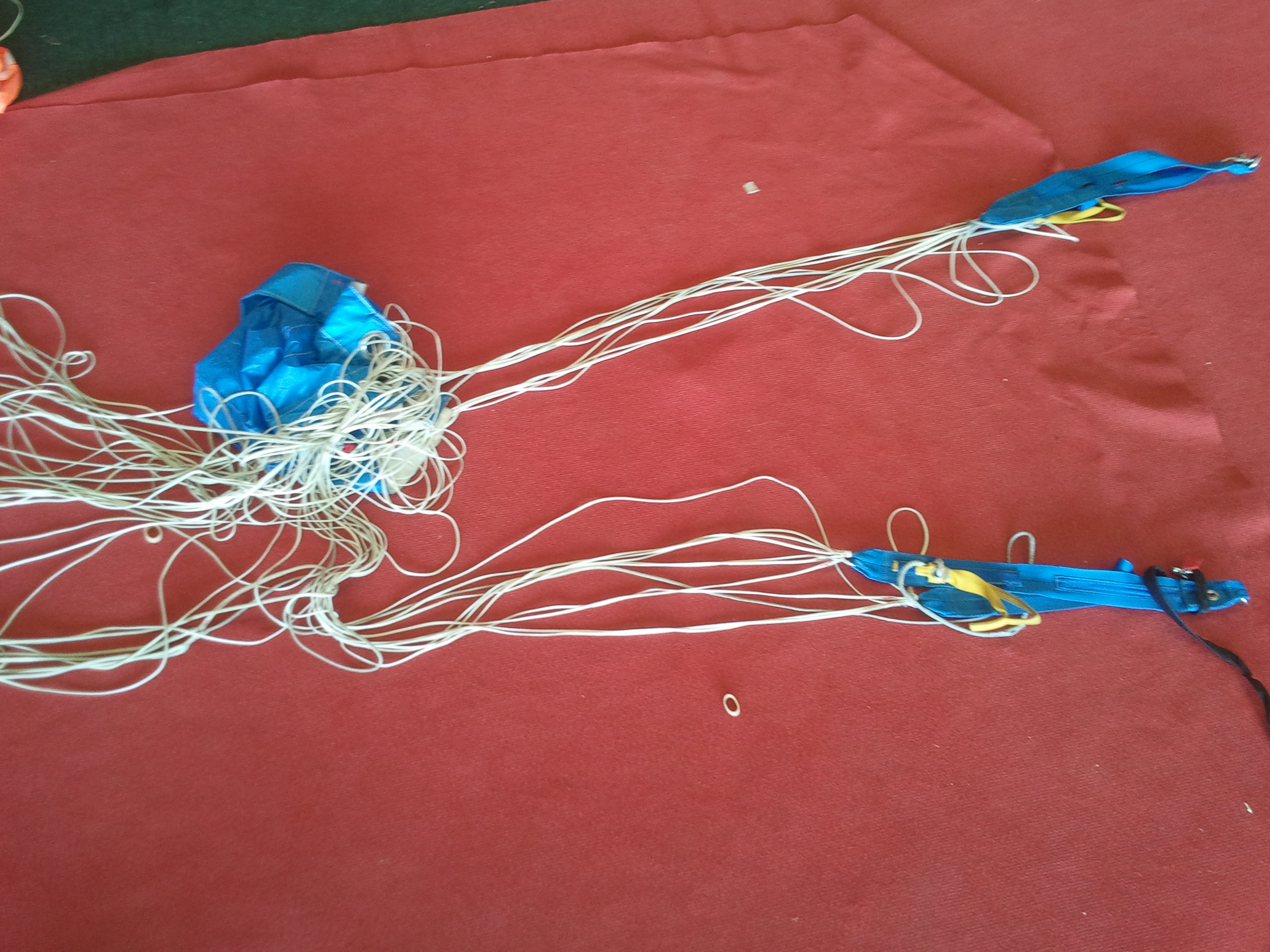
Les élévateurs (à droite en bleu), les suspentes (blanches), le glisseur de la voile principale (en bleu au niveau des suspentes) et les commandes de la voile principale (en jaune, au niveau des élévateurs). La corde noire sur l'élévateur à droite de l'image, c'est le LOR qui ouvre la voile de secours dès que la voile principale est libérée. Mais il faut tout de même tirer sur la poignée d'ouverture du secours car le LOR est désactivable.
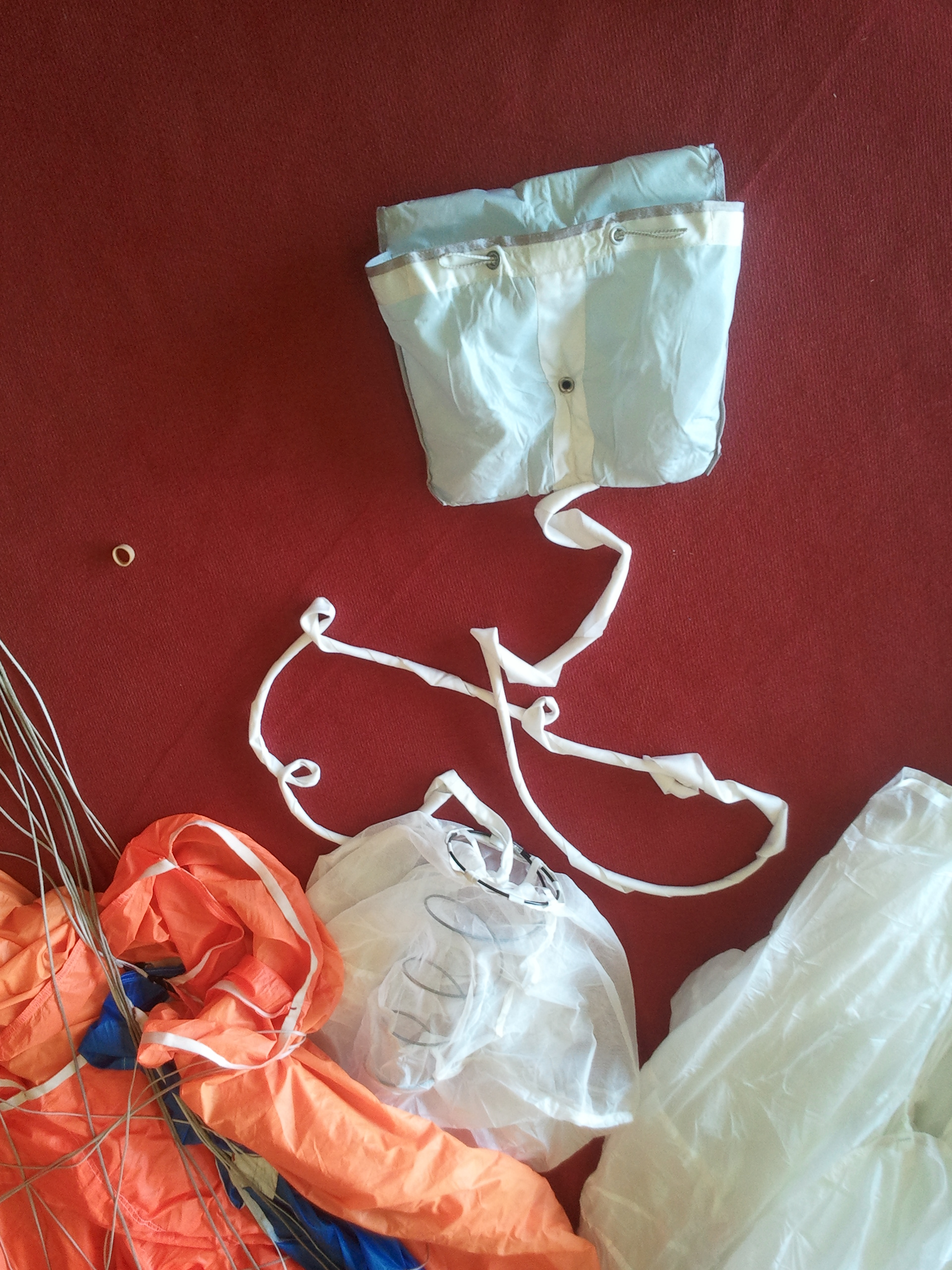
En haut, le POD de la voile de secours n'est pas solidaire de la voile de secours. L'extracteur de la voile de secours contient un ressort qui a pour but d'éloigner rapidement le POD du parachutiste afin qu'il soit dans le vent relatif et que la voile de secours s'ouvre vite et avec le moins d'interférence possible avec le parachutiste.
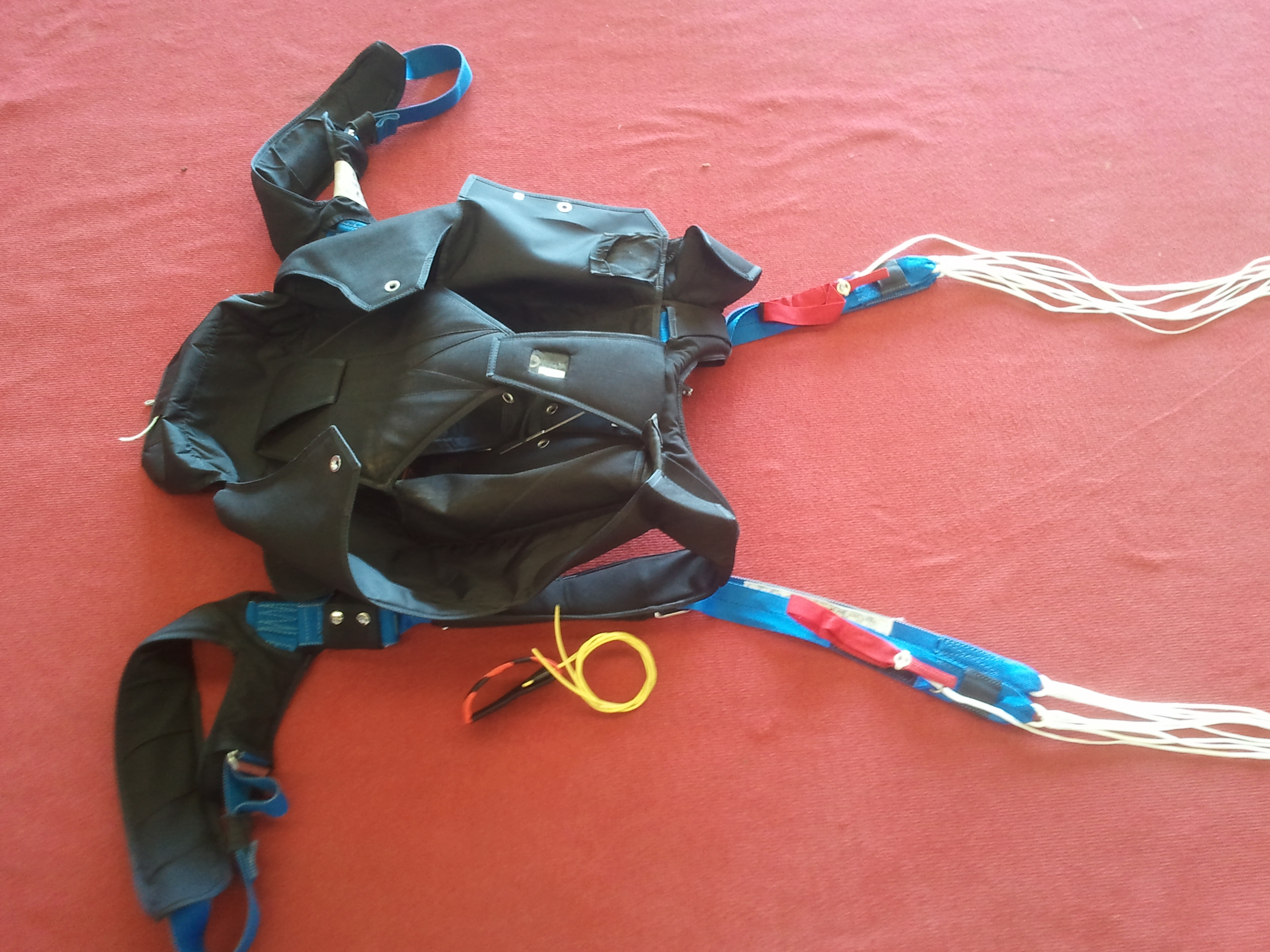
Le sac harnais avec les élévateurs de la voile de secours en bleu et ses commandes en rouge. La voile de secours se trouve en haut du sac harnais et la voile principale en bas. La poignée rouge et noire avec le jonc jaune c'est la poignée de libération qui libère la voile principale. Le seul élément manquant est la poignée d'ouverture du secours qui a été perdue : la récupération des poignées n'est pas une priorité quand on fait une PDS. Seule la sécurité est essentielle.

## Dans l'art
- Drop Zone, un film américain réalisé par John Badham, sorti en 1994.
- La chorégraphe et danseuse Sandra Abouav crée en mars 2019 un spectacle consacré au parachute [20].

#### Loisirs et sports connexes
- Base jump, ou saut en parachute depuis un point fixe tel qu'immeuble, antenne, pont ou falaise
- Parapente, de plus grande voilure permettant de planer dans les airs
- Parachute ascensionnel, s'élevant par une traction rapide
- Speed riding alternant ski et parapente
- Kitesurf ou surf des mers tracté par un cerf-volant
- Snowkite ou snowboard tracté par un cerf-volant

#### Utilitaire
- Parachutisme militaire et Troupes aéroportées
- Irvin Aerospace, spécialisé dans la conception de parachutes
- Parachute de freinage s'ouvrant derrière un avion pour son atterrissage sur une piste courte, comme sur un porte-avions
- Physique du parachutisme

#### Divers
- Frein parachute d'un ascenseur et Elisha Otis, son concepteur
- Parachute doré, expression d'entreprise